# Ferrotip

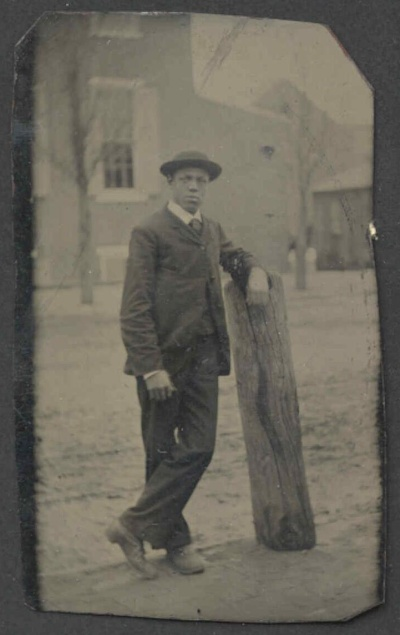
Un ferrotip d'un home recolzat contra un pal.

El ferrotip (també anomenat tintype) és una tècnica fotogràfica inventada el 1852 pel fotògraf i professor francès Adolph Alexandre Martin (1824-1896). La imatge es fixava en una placa de metall exposada a la cambra. Aquesta placa es cobria amb vernís japonès negre i se sensibilitzava amb col·lodió i nitrat d'argent abans de l'exposició a la cambra. El ferrotip apareixia com positiu a causa de la placa negra.
El seu èxit més gran va ser durant l'època de 1860 fins a 1880, i a partir d'aquí ja va començar a caure en decadència fins que va tornar al segle XXI dins del moviment vintage.
Durant la Guerra Civil nord-americana la popularitat dels ferrotips es va expandir per la facilitat per captar les imatges i per la seva resistència als maltractaments del correu. També va capturar escenes del salvatge Oest, ja que era fàcil de produir pels fotògrafs itinerants que treballaven en vagons.
Als inicis, els ferrotips es feien en estudis fotogràfics formals, com els daguerreotips i altres tipus de fotografia, però, més tard, els fotògrafs van passar a treballar a fora: a fires, carnestoltes, etc. Com el suport del ferrotip (sense usar l'estany actual) és resistent i no necessita assecat, es poden produir fotografies instantànies en pocs minuts després de prendre-la.
Va ser el tipus de fotografia que va tenir més usos i que va capturar un nombre més gran d'escenaris que qualsevol altre tipus. Va ser presentat mentre el daguerreotip encara era popular, però el seu competidor principal va ser ambrotip.
Va començar a perdre el seu terreny artístic i comercial davant de còpies d'albúmina de és alta qualitat en paper cap a la meitat de 1860, tot i que encara va sobreviure durant uns 40 anys més, sobrevivent sobretot com una novetat de carnaval.
El predecessor immediat del tintip, l'ambrotip es feia amb el mateix procés utilitzant una fulla de vidre com a suport. El vidre era d'un color fosc o era proveït d'un suport negre per, de la mateixa manera que el ferrotip, la imatge negativa subexposada en l'emulsió apareixia positiva. El ferrotips eren robustos i no necessitaven ser muntats en una estructura rígida protectora com els ambrotips i els daguerreotips.

## Detalls tècnics
Hi ha dos processos històrics per fer ferrotips: humit i sec. En el procés humit, una emulsió de col·lodió que contenia cristalls d'halur d'argent en suspensió s'havia de formar a la placa just abans de ser exposada a la càmera mentre encara estava mullada. Després, tractament químic reduïa els cristalls en partícules minúscules d'argent metàl·lic en proporció a la intensitat i la duració a la qual havia estat exposada la fotografia a la llum, resultat en una imatge visible. El procés més tardà i convenient, el sec, era similar però utilitzava una emulsió gelatinosa que es podia aplicar a la placa molta estona abans del seu ús i que s'exposava seca a la càmera.
En els dos processos, un negatiu molt sota exposat es produïa a l'emulsió. En àrees més denses, que corresponien a les parts més brillants del subjecte, apareixia un gris de la llum reflectida. Les àrees amb menys quantitat d'argent, que corresponien a les parts fosques del subjecte, eren essencialment transparents i es veien negres quan es miraven en contra d'un fons negre proveït per la laca. La imatge al complet apareixia com un positiu de colors avorrits. Aquesta habilitat d'utilitzar imatges sotaexposades va permetre la utilització de temps d'exposició més curts, un gran avantatge en el món dels retrats.
Per obtenir una imatge tant clara de colors com fos possible, s'utilitzava normalment com a fixador de fotografies el cianur de potassi, un verí molt perillós i poderosament mortal. Potser va ser el producte químic d'alta toxicitat més extremadament perillós originalment utilitzat en aquest o en qualsevol altre procés fotogràfic.
Una peça inusual de l'equipament per fer tintips era una càmera de dotze lents, desenvolupada el 1858, que podia fer una dotzena de retrats “gemma” de mida 3⁄₄-per-1-polzada (19 mm x 25 mm) en una sola exposició. Les mides de retrat variaven des de la mida “gemma” fins a 11 x 14 polzades (280 mm x 360 mm). Des de 1865 fins 1910, la mida més popular s'anomenava “Bon-ton”, i mesurava des de  2 3⁄₈ × 3 ¹⁄₂ polzades (60 mm × 89 mm) fins a 4 × 5 3⁄₄ (100 mm × 150 mm).
Cada ferrotip és generalment un original de càmera, així que la fotografia és molt sovint una imatge de mirall, girada d'esquerra a dreta respecte la realitat. A vegades la càmera ajustada amb un mirall o un prisma d'angle recte perquè, al final, el resultat no estigués girat.

## Història
El procés va ser descrit per primera vegada per Adolphe-Alexandre Martin a França el 1853. El 1856 va ser patentat per Hamilton Smith als Estats Units i per William Kloen al Regne Unit. Primer es va anomenar melainotype (melanotip), després ferrotype (ferrotip) per un fabricant rival de les plaques de ferro que s'utilitzaven, i finalment tintype (tintip).

### Ambrotip com a precursor
L'ambrotype (ambrotip) va ser la primera utilització del procés de placa humida amb col·lodió com a positiu d'una imatge. Aquests positius de vidre de col·lodió van ser inventats per Frederick Scott Archer el 1851 i el nom Ambrotype va ser introduït als Estats Units per James Ambrose Cutting el 1854, quan va patentar una variació del procés original d'Archer.
El ferrotip era essencialment una variant de l'ambrotip, reemplaçant la placa de vidre amb una fulla molt fina de ferro. Els ambrotips sovint mostraven una descamació en el revestiment negre de la part del darrere, esquerdes o separació de la capa d'emulsió que suportava la imatge, o alguna altra deterioració, però la capa de la imatge en un ferrotip s'ha comprovat que és molt resistent.

### Èxit del ferrotip
Comparat amb el seu predecessor més important, el daguerreotip, els ferrotips no eren només molt barats sinó que també eren relativament ràpids i fàcils de fer. Un fotògraf podia preparar, exposar, desenvolupar i envernissar una placa de ferrotip i tenir-la llesta pel client en pocs minuts. Tot i que els primers ferrotips es muntaven en marcs ornamentals, com els daguerreotips i els ambrotips, els tintips sense marc en simples suports de paper van ser populars des del principi. Molt sovint eren traslladats en obertures pretallades proveïts per àlbums de fotografies de l'estil llibre.
Un o més ferrotips fins, lleugers i resistents podien ser portats convenientment a la butxaca d'una jaqueta. Van tenir molt d'èxit als Estats Units durant la Guerra Civil americana. Tot i que les impressions en paper de seguida els van superar com el tipus més comú de fotografia, el procés del ferrotip va continuar gaudint d'un ús considerable durant el segle xix i els anys següents, especialment com a retrats casuals per retratistes de carrer.

### Ús contemporani
Els ferrotips van ser duts a l'Afganistan durant la guerra afgana per part de les forces aèries dels Estats Units, els primers en ser portats en zones de batalla des de la guerra civil.
John Coffer, un fotògraf destacat del New York Times, va viatjar fent ferotips amb un carro tirat per cavalls.
La fotògrafa contemporània Victoria Will va crear una sèrie de ferrotips d'estrelles de Hollywood al Festival de Cinema de Sundance l'any 2014, incloent-hi retrats de Kristen Stewart, Willem Dafoe, Anne Hathaway, Elijah Wood, William H. Macy i Philip Seymour Hoffman.
Durant els anys 80, els visitants dels Jardins Busch podien vestir-se amb robes del Salvatge Oest, generalment el parc proporcionava el barret i la jaqueta, i seure per un ferrotip a l'estil de l'època.

## Procés de fer ferrotips
Per fer ferrotips s'ha de fer un tractament d'acabat i aplicar-lo a un paper de fotografia brillant per extreure-li les propietats reflectives. Un cop acabats de processar, encara en impressions fotogràfiques humides i fetes les ampliacions que s'haguessin de fer en el paper de tipus llustrós, es netegen amb un eixugavidres especial en una placa de metall polit anomenada placa de ferrotip. Quan s'asseca i separat a causa d'un lleuger encongiment, retenen molta brillantor.

## Exemples

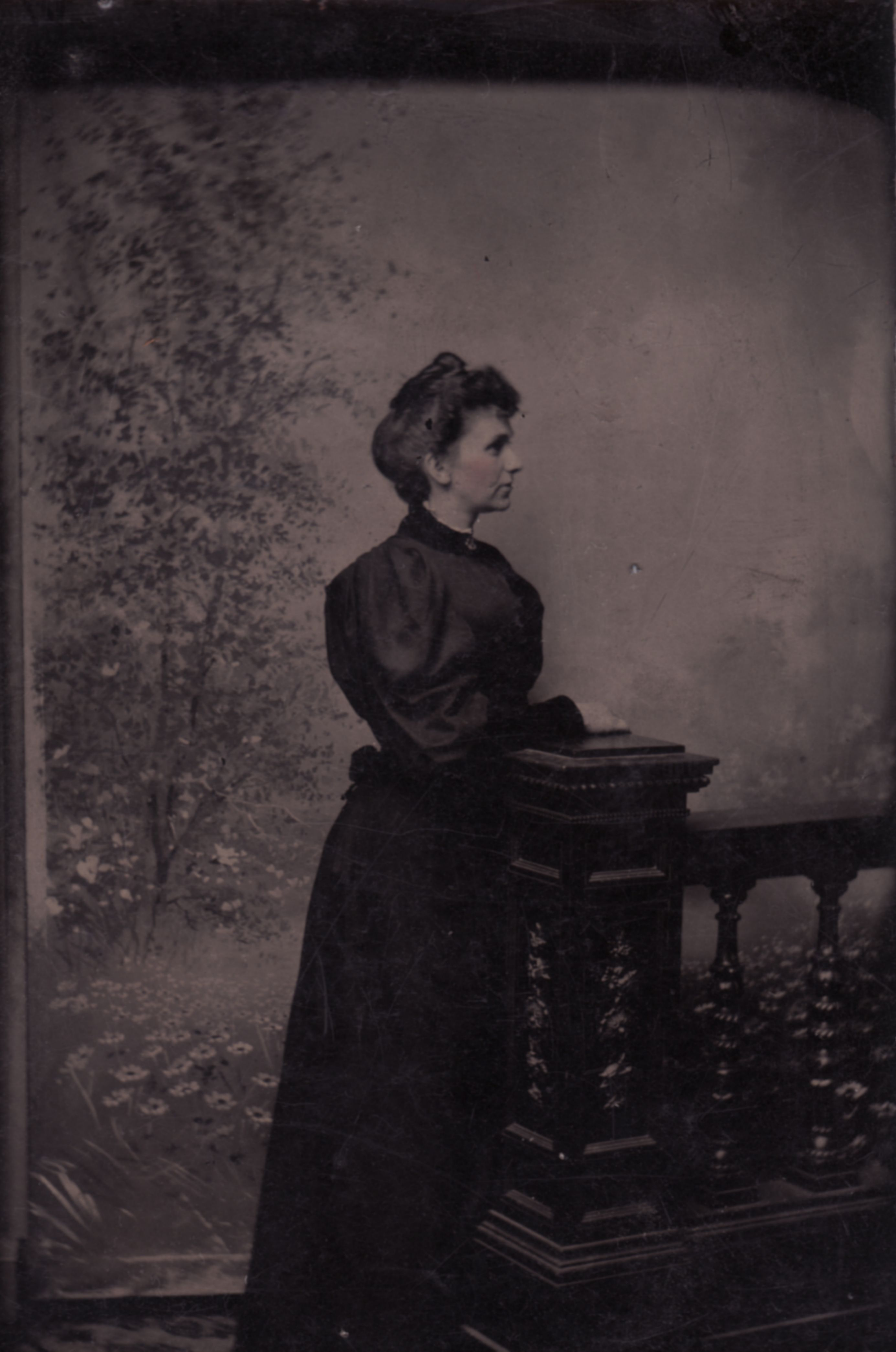
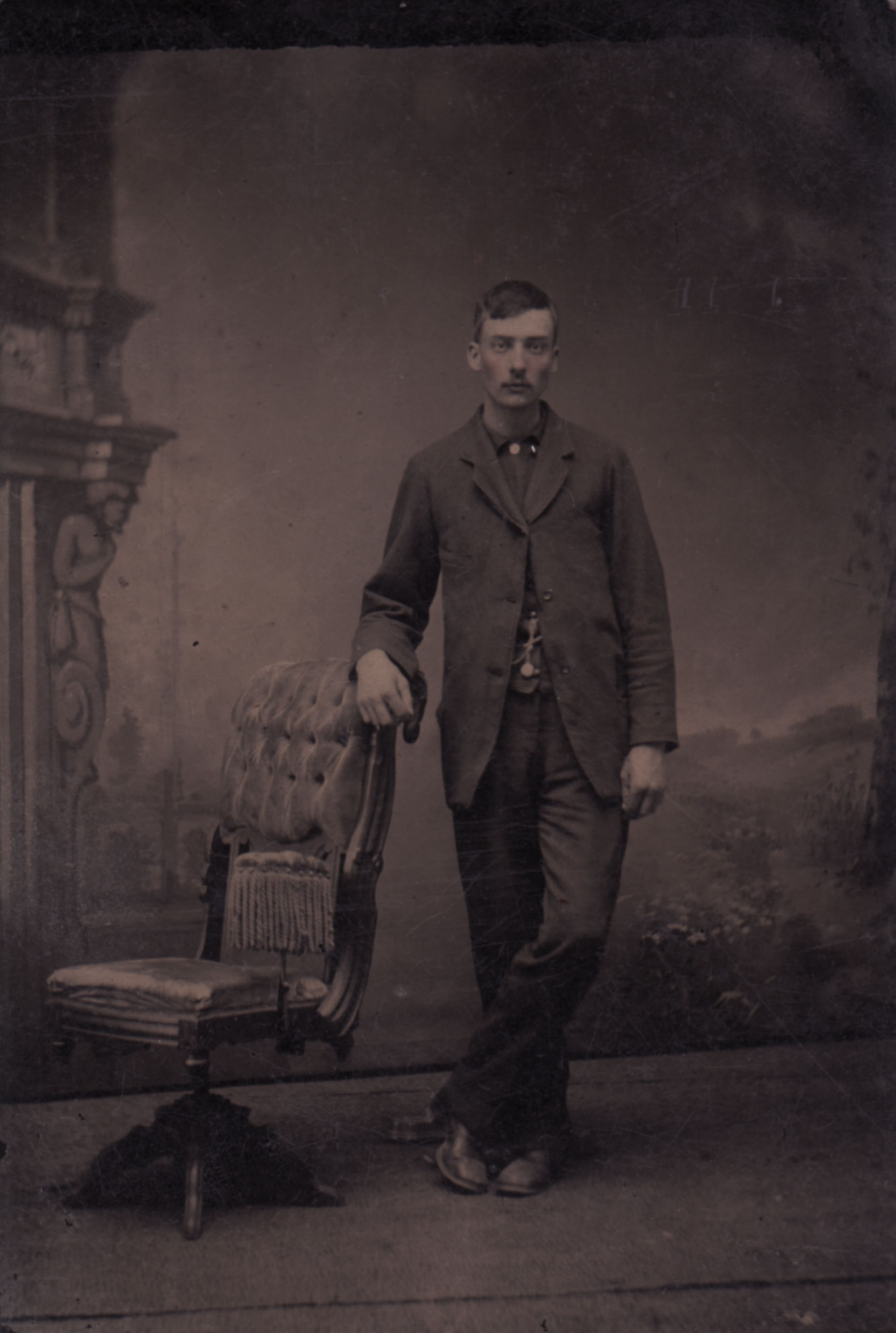
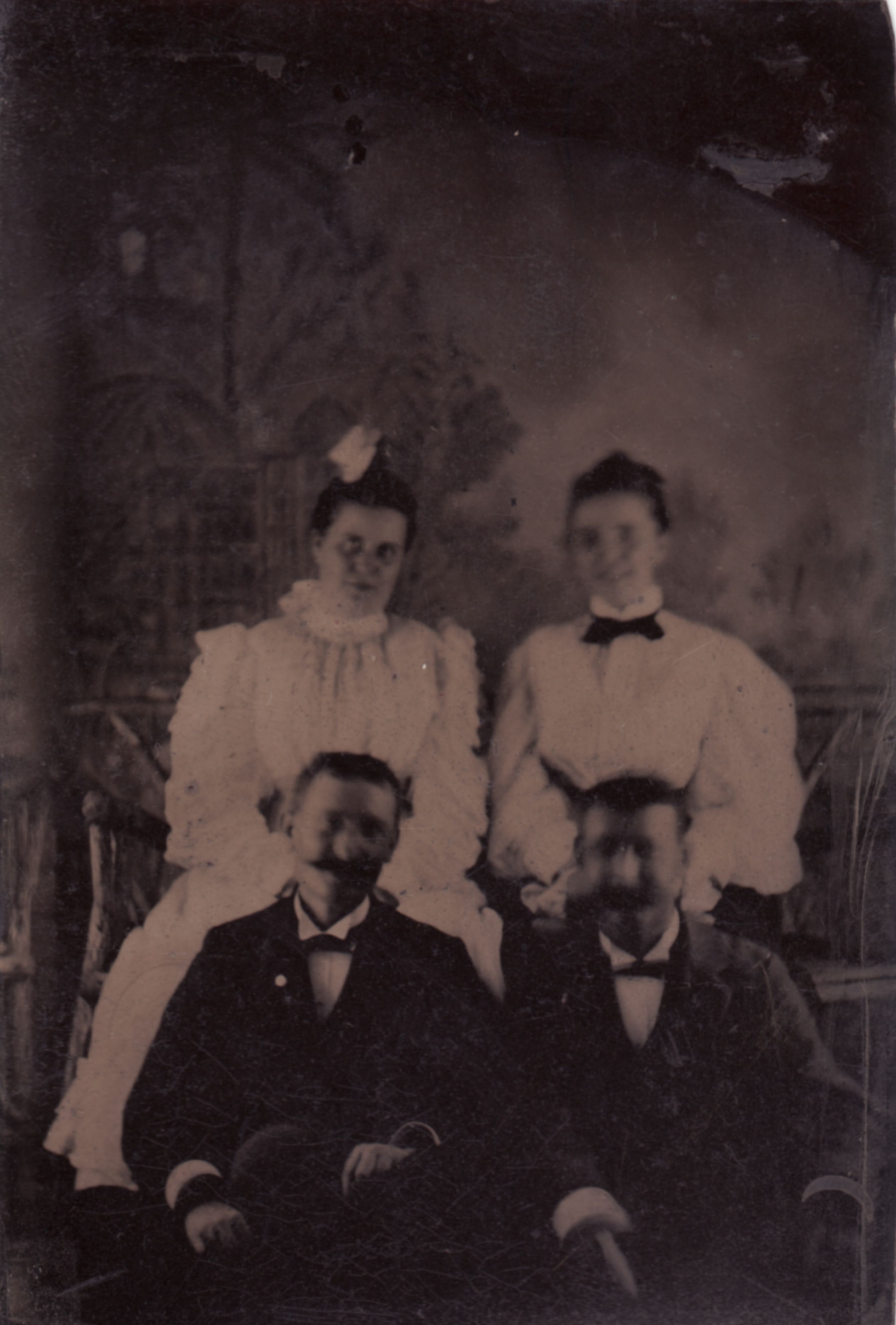